# 사랑방 손님과 어머니 (1978년 영화)
"사랑방 손님과 어머니"는 1978년에 개봉한 대한민국의 영화이다.

## 캐스팅
- 방희 : 어머니 정숙 역
- 하명중 : 손님 한선호 역
- 도금봉 : 시어머니 역
- 김상순 : 계란 장수 역
- 이효정 : 옥희 역
- 박정자 : 식모, 안성댁 역